# دیوید سامارتینو
دیوید سامارتینو (انگلیسی: David Sammartino؛ زادهٔ ۲۹ سپتامبر ۱۹۶۰) کشتی‌گیر کشتی حرفه‌ای اهل ایالات متحده آمریکا است.